# John C. Shaffer Barn
La John C. Shaffer Barn est une grange dans le comté de Jefferson, dans le Colorado, aux États-Unis. Construite vers 1922, elle est inscrite au Registre national des lieux historiques depuis le 12 juillet 2019.